# Meisterschaft für Gentlemen 1882
Die Meisterschaft für Gentlemen 1882 wurde am 23. August 1882 ausgetragen und gilt als Vorläufer der deutschen Schwimmmeisterschaften. Der erste deutsche Schwimmverein „Neptun“ (heute Berliner Schwimm-Verein von 1878) veranstaltete an diesem Tag das „Erste internationale Wettschwimmen“ im Halensee auf dem Gebiet der Gemeinde Grunewald. Im dritten Wettkampf des Tages über eine englische Meile (1609 Meter), der „Meisterschaft für Gentlemen“, konnte sich der Berliner Gnewkow durchsetzen, der als Auszeichnung ein großes silbernes Trinkhorn überreicht bekam. Zweiter wurde Donald Coles vom Ilex Swimming Club London, die beiden anderen Teilnehmer gaben das Rennen auf.